# Dezydery Szymkiewicz

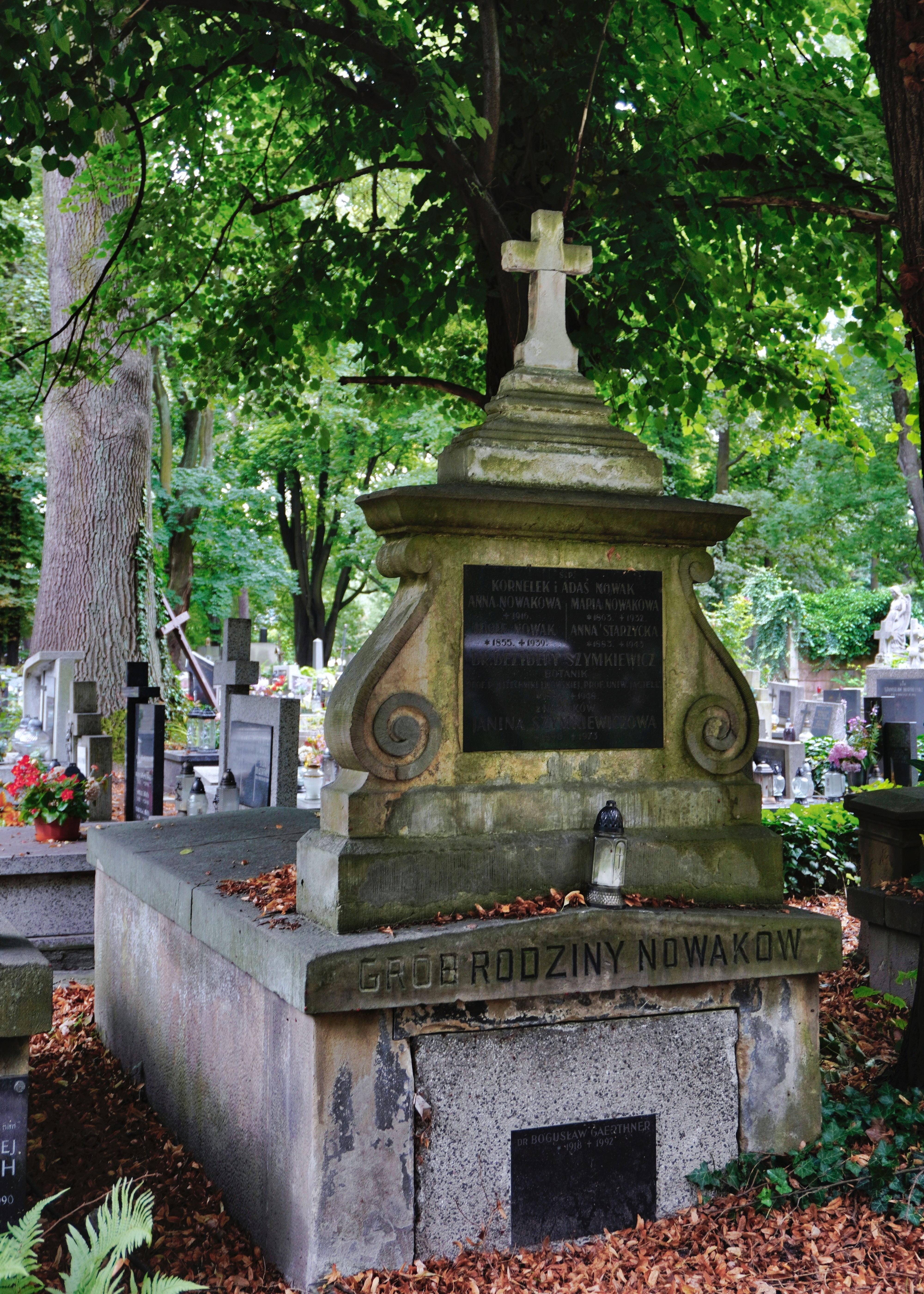
Grobowiec rodziny Nowaków, grób prof. Dezyderego Szymkiewicza na Cmentarzu Rakowickim w Krakowie

Dezydery Szymkiewicz (ur. 1 czerwca 1885 we wsi Wilki na Litwie, zm. 15 maja 1948 w Krakowie) – polski botanik.

## Życiorys
Od 1902 studiował nauki mechaniczne i architektoniczne w Politechnice Warszawskiej. W 1905 za udział w strajku studenckim został relegowany z uczelni. Naukę kontynuował na studiach fizycznych i biologicznych w uniwersytecie w Paryżu. W 1920 rozpoczął pracę w Katedrze Botaniki Systematycznej Uniwersytetu Jagiellońskiego, w której kierownikiem był Władysław Szafer. 11 czerwca 1923 został doktorem w zakresie botaniki. W 1925 przeniósł się do Lwowa obejmując kierownictwo Katedry Botaniki Ogólnej i Fizjologii Roślin miejscowej politechniki. Funkcję tę sprawował do 1939. Był przewodniczącym lwowskiego oddziału Ligi Obrony Praw Człowieka i Obywatela. Od 1925 profesor nadzwyczajny, a od 1936 profesor zwyczajny. Wyjechał ze Lwowa wiosną 1944, przed ponownym zajęciem miasta przez Armię Czerwoną. Po wojnie (1946) objął Katedrę Ekologii Roślin i Klimatologii UJ. Jednocześnie był dyrektorem Instytutu Badawczego Leśnictwa w Krakowie.
Był autorem pierwszego polskiego podręcznika ekologii roślin. Wydał także pierwszy polski podręcznik akademicki do nauki botaniki, dwuczęściową Botanikę, którą uznano za pierwszy podręcznik botaniki na europejskim poziomie napisany przez polskiego autora. W pracy naukowej zajmował się ekologią eksperymentalną roślin, klimatologią i biometryką botaniczną oraz geografią roślin. Wykazał między innymi, że rośliny górskie nie są kserofitami, lecz hygrofitami, mimo ich częściowego kseromorfizmu. Jako pierwszy w Polsce badał wpływ klimatu na czynności fizjologiczne roślin.
Od 1945 członek korespondent Polskiej Akademii Umiejętności; od 1920 – współpracownik jej Komisji Fizjograficznej. Otrzymał Złoty Krzyż Zasługi uchwałą prezydium Krajowej Rady Narodowej z dnia 8 VIII 1946.
Pochowany na cmentarzu Rakowickim w Krakowie.
Materiały archiwalne Dezyderego Szymkiewicza znajdują się w PAN Archiwum w Warszawie.

## Wybrane publikacje naukowe
- Badania biometryczne nad gatunkami rodzajów Senecio i Ligularia (1923)
- Etudes climatologiques (1923–1947 33 części)
- Bibliografia flory polskiej (1925)
- Botanika (1928)
- Badania ekologiczne (1932-1934)
- Ekologia roślin (1932)
- Szkice z geografii roślin (1935-1939)
- Doświadczenia nad żyznością torfów (1936)
- Zadania i metody statystyki (1948)
- Jak żyją rośliny, gdy nikt o nie dba (1949)